# Figura
Pour les articles homonymes, voir Anna Figura et Katarzyna Figura.
Figura est une œuvre de musique de chambre écrite par la compositrice Kaija Saariaho en 2016.

## Contexte et création
Kaija Saariaho écrit Figura pour clarinette, piano et quatuor à cordes en 2016. L'œuvre est créée le 7 octobre 2016 lors de la Biennale de Venise par Kari Kriikku à la clarinette, Tuija Hakkila au piano et le Quatuor Diotima.